# Akademicki Chór Uniwersytetu Gdańskiego
Akademicki Chór Uniwersytetu Gdańskiego – chór uczelniany Uniwersytetu Gdańskiego, istniejący od 1971.

## Historia zespołu
Akademicki Chór Uniwersytetu Gdańskiego został powołany przez władze uczelni w 1971. Jest bezpośrednim kontynuatorem działającego w latach 1953–1970 Akademickiego Chóru WSP w Gdańsk. Obecnie działa w ramach Akademickiego Centrum Kultury Uniwersytetu Gdańskiego. Za swoje dokonania artystyczne zespół został wyróżniony: medalem wojewody pomorskiego „Sint Sua Premia Laudi”, „Gryfem Pomorskim” przyznanym przez marszałka województwa pomorskiego, nagrodą prezydenta miasta Gdańska oraz złotą odznaką honorową Polskiego Związku Chórów i Orkiestr.
W ciągu ponad 35 lat działalności w pracach zespołu udział brali m.in.: Piotr Kusiewicz, Piotr Kubowicz, Ewa Marciniec, Jerzy Mechliński, Agnieszka Tomaszewska. Chór występował pod dyrekcją m.in. Ennio Morricone, Krzysztofa Pendereckiego, Jerzego Maksymiuka, Rafała Delekty, Michała Nesterowicza; współpracował z takimi zespołami jak Sinfonia Varsovia, orkiestra Polskiej Filharmonii Bałtyckiej, orkiestra Państwowej Opery Bałtyckiej.

## Udział w konkursach i festiwalach
- 1975 – Międzynarodowy Festiwal Muzyczny „Ryskie Lato” w Rydze.
- 1976 – Ogólnopolski Turniej Chórów „Legnica Cantat” – nagroda PZHiO za „najlepszy debiut"|  | Zobacz multimedia związane z tematem: Akademicki Chór Uniwersytetu Gdańskiego |
- 1977 – Międzynarodowy Festiwal Muzyczny „XIII Dia Internacional del Canto Coral” w Barcelonie (Hiszpania)
- 1977 – „VI Jornadas Internacionales de Canto Coral” w Cornella (Hiszpania)
- 1977 – „Festa Major de la Mare de Deu deI Cami” w Cambrils (Hiszpania)
- 1977 – „III Jornadas Mundiales de Cantos Corales” w Badalonie (Hiszpania)
- 1977 – „Festival de Cant Coral” w San Sadurni de Noia (Hiszpania)
- 1977 – Ogólnopolski Festiwal Zespołów Artystycznych „Academia Cantat” w Szczecinie.
- 1978 – pierwsza nagroda na XXVI Europejskim Festiwalu Chórów Młodzieżowych w Neerplet (Belgia)
- 1978 – Ogólnopolski Turniej Chórów „Legnica Cantat” – nagroda z a najlepszą stylizacje polskiej muzyki ludowej
- 1978 – Ogólnopolski Festiwal Pieśni o Morzu w Wejherowie
- 1978 – Ogólnopolski Festiwal Pieśni Chóralnej w Tczewie
- 1980 – XIX Międzynarodowy Konkurs Śpiewu Chóralnego w Gorizia (Włochy), trzecia nagroda w kategorii polifonicznej i czwarta w kategorii folklorystycznej
- 1981 – XXI Certamen de cancion y polifonia vascas para masas corales w Tolosa (Hiszpania), II nagroda i Srebrny Medal w kategorii polifonicznej, IV nagrodę kategorii folklorystycznej
- 1983 – I Międzynarodowy Festiwal w Cantonigros (Hiszpania), trzecia nagroda w kategorii chórów żeńskich, V miejsce w kategorii polifonicznej i VI miejsce w kategorii folklorystycznej
- 1985 – III Międzynarodowy Festiwal w Cantonigros (Hiszpania), druga nagroda w kategorii żeńskiej oraz piąta nagroda w kategorii chórów mieszanych
- 1985 – X Festiwal Muzyki Chóralnej w Katowicach, nagroda publiczności
- 1987 – XIX Ogólnopolski Turniej Chórów „Legnica Cantat”
- 1988 – VII Międzynarodowy Festiwal Muzyki Cerkiewnej „Hajnówka”, trzecia nagroda
- 1991 – III Międzynarodowy Festiwal Muzyki Religijnej im. Ks. Stanisława Ormińskiego w Rumi
- 1993 – VIII Powszechny Przegląd Chórów Amatorskich na Zamku – Malbork
- 1993 – V Międzynarodowy Festiwal Muzyki Religijnej im. Ks. Stanisława Ormińskiego, druga nagroda
- 1994 – II Międzynarodowe Spotkania Chóralne „Arti et Amicitiea” w Bydgoszczy
- 1994 – XVIII Tczewski Festiwal Pieśni Chóralnej
- 1994 – XII International Festival de Musica de Cantonigros (Hiszpania)
- 1996 – IV Międzynarodowy Konkurs Chórów w Riva del Garda (Włochy), złoty dyplom
- 1997 – II Międzynarodowe Dni Muzyki Chóralnej w Lublinie
- 1999 – Międzynarodowy Festiwal Chórów Uniwersyteckich „Universitas Cantat"'99
- 1999 – II Międzynarodowym Konkursie Pieśni Chóralnej Hora Cantavi w Suwałkach, I nagroda i wyróżnienie na
- 2000 – Międzynarodowy Festiwal Muzyki Religijnej im. Ks. Stanisława Ormińskiego w Rumi, I nagroda
- 2000 – Międzynarodowy Festiwal Muzyki Chóralnej im. F. Schuberta w Wiedniu, I nagroda i Nagroda Specjalna Miasta Wiednia
- 2001 – 32 Ogólnopolski Turniej Chórów „Legnica Cantat” – I nagroda w kategorii chórów studenckich
- 2001 – Międzynarodowy Konkurs Chórów w Riva del Garda (Włochy), złoty dyplom
- 2001 – XLIV Międzynarodowy Festiwal Muzyki Organowej w Katedrze Oliwskiej
- 2001 – Festiwal Barbórkowy Chórów Studenckich we Wrocławiu
- 2002 – II Olimpiada Chóralna w Busan (Korea Płd.), 2 złote medale w kategoriach musica sacra i mieszanych zespołów kameralnych, srebrny medal w kategorii folklorystycznej
- 2003 – Gliwickie Spotkania Chóralne
- 2003 – XLVI Międzynarodowy Festiwal Muzyki Organowej w Katedrze Oliwskiej
- 2003 – Międzynarodowy Festiwal Chóralny na Malcie, I miejsce
- 2004 – III Międzynarodowy Festiwal Muzyki Chóralnej „Peredzwin” – Iwano-Frankowsk (Ukraina)
- 2004 – XXIII Ogólnopolski Festiwal Pieśni Chóralnej w Tczewie
- 2004 – XVIII Ogólnopolski Festiwal Pieśni o Morzu w Wejherowie, Grand Prix
- 2004 – III Olimpiada Chóralna w Bremie (Niemcy), złoty medal w kategorii Mieszanych Chórów Kameralnych, srebrny medal w kategorii Musica Sacra
- 2005 – XV Międzynarodowy Festiwal Pieśni Adwentowej i Bożonarodzeniowej w Pradze (Czechy), Złota Nagroda, nagroda specjalna za dobór repertuaru
- 2006 – XXIV Ogólnopolski Festiwal Pieśni Chóralnej w Tczewie
- 2006 – XII Festiwal Gwiazd w Gdańsku
- 2006 – IV Olimpiada Chóralna w Xiamen (Chiny), dwa srebrne medale w kategoriach musica sacra i mieszanych zespołów kameralnych
- 2007 – XIII Festiwal Gwiazd w Gdańsku
- 2008 – XXV Ogólnopolski Festiwal Pieśni Chóralnej w Tczewie
- 2008 – XI Międzynarodowy Festiwal Alta Pusteria – Włochy
- 2008 – XX Międzynarodowy Festiwal Chórów Akademickich – Pardubice, Czechy – Grand Prix – oraz złoto w kategorii chórów mieszanych oraz w kategorii folklorystycznej
- 2010 – Konkurs Chóralny Muzyki Sakralnej „LAUDATE DOMINUM” w Wilnie – I miejsce, nagroda za najlepsze wykonanie utworu obowiązkowego
- 2012 – I Ogólnopolski Festiwal Pieśni Maryjnej „Ave Maria”, Chojnice – Złote pasmo, Grand Prix
- 2013 – Krakowski Międzynarodowy Festiwal Chóralnego Cracovia Cantans – I miejsce w kategorii muzyka sakralna oraz III miejsce w kategorii chórów mieszanych
- 2013 – Ohrid Choir Festival – Grand Prix[2]
- 2014 – Grand Prix na Festiwalu Muzyki Sakralnej w Wilnie
- 2016 – Grand Prix, Złoty dyplom, Nagroda specjalna na XV Międzynarodowym Festiwalu Muzyki Chóralnej im. Feliksa Nowowiejskiego Barczewo 2016
- 2017 – Grand Prix, Złoty medal w kategorii „Chóry mieszane”, Złoty medal w kategorii „Muzyka sakralna”, nagroda specjalna na 1st Andrea del Verrocchio International Choral Festival
- 2018 – Grand Prix ex aequo z chórem Gama Swara Pesona (Indonezja), złoty medal i 1. miejsce w kat. „Muzyka Paula Casalsa”, złoty medal i 1. miejsce w kat. „Muzyka katalońska”, złoty medal i 1. miejsce ex aequo z zespołem 5/6 (Polska) w kat. „Muzyka pop”, złoty medal w kat. „Muzyka sakralna” na VIII Międzynarodowym Festiwalu i Konkursie Chóralnym „Canco Mediterrania” Barcelona Lloret de Mar
- 2019 – Grand Prix, 1. miejsce w kat. „Współczesna muzyka sakralna”, 1. miejsce w kat. „Chóry mieszane”, nagrody specjalne

## Inne ważne wydarzenia
- 1994–2000 – współpracował z koordynowaną przez Collegium Musicum Uniwersytetu Jana Gutenberga w Moguncji Europejską Akademią Chóralną
- 1997 – oprawa muzyczna mszy noworocznej w Watykanie inaugurującej obchody Tysiąclecia Gdańska
- 26.08.2005 – udział w koncercie „Przestrzeń wolności” z Jeanem-Michelem Jarre’em z okazji rocznicy 25-lecia powstania Solidarności i podpisania porozumień sierpniowych
- 31.08.2005 – prapremierowe wykonanie „Kantaty o wolności” Jana A.P. Kaczmarka w Gdańsku z okazji rocznicy 25-lecia powstania Solidarności i podpisania porozumień sierpniowych
- 2006 – prapremierowe wykonie „Mszy” Leszka Możdżera na chór i trio jazzowe
- 2017 – prapremiera wykonania utworu Jana A.P. Kaczmarka „Emigra – Symfonia bez końca”

## Płyty nagrane przez Akademicki Chór UG
- 2000 – „Alme matri tricesimo Anno”
- 2003 – „Koreańskie trofea”
- 2003 – „Kolędy”
- 2005 – „Petite Messe Solennelle” Gioacchino Rossiniego
- 2006 – „Płyta jubileuszowa z okazji 35-lecia Akademickiego Chóru Uniwersytetu Gdańskiego”
- 2008 – „Missa Gratiatoria”
- 2011 – „Pasja Gdańska” nagranie koncertowe „Matthäus-Passion 1754 Danziger-Passion TVWV 5:39” Georga Philipa Telemanna
- 2012 – „I'm goin' to sing”

## Płyty nagrane z udziałem Akademickiego Chóru UG
- 1981 – Kolęda Nocka – musical Ernesta Brylla (libretto) i Wojciecha Trzcińskiego (muzyka)
- 1999 – W.A. Mozart: Msza Koronacyjna C-dur KV 317, G. Fauré: Requiem op.48
- 2000 – Gdańskie Akademickie Spotkania Muzyczne
- 2001 – XLIV Międzynarodowy Festiwal Muzyki Organowej w Katedrze Oliwskiej
- 2003 – XLVI Międzynarodowy Festiwal Muzyki Organowej w Katedrze Oliwskiej
- 2005 – Jean Michel Jarre – Live from Gdańsk (Koncert w Stoczni)

## Prezesi zespołu w latach
- Jan Krzysztof Kordel (1971–1972)
- Bożena Zgódka-Wiercińska (1972–1975)
- Jerzy Podlewski (1975–1979)
- Kazimierz Puchowski (1979–1983)
- Kazimierz Jędrzejak (1983–1984, 2000–2002)
- Jarosław Mrozek (1984–1986)
- Bogdan Theisebach (1986–1987)
- Grzegorz Płókarz (1987–1989)
- Tomasz Maliszewski (1989–1996, 1999–2000)
- Maciej Kostkowski (1996–1997)
- Konstanty Rokicki (1997–1999)
- Marta Szadowiak (2002–2005)
- Michał Biełuszko (2005–2008)
- Agata Zyborowicz (2008–2010)
- Piotr Schroeder (2010–2012)
- Anna Olszak (2012–2015)
- Magdalena Niestoruk (2015–2016)
- Małgorzata Skrzyniarz (2016–2017)
- Dominika Leszczuk (2017–2019)
- Grzegorz Fila (2019–2021)
- Zofia Bełdzińska (od 2021)

## Dyrygenci zespołu w latach
- Henryk Czyżewski (1971–1983)
- Grzegorz Rubin (1984–1989)
- Waldemar Czaja (1989–1992)
- Marcin Tomczak (od 1992)

## Struktura organizacyjna zespołu
Najwyższą władzą chóru jest Walne Zebranie Członków Akademickiego Chóru Uniwersytetu Gdańskiego, w okresie pomiędzy zebraniami zespołem kieruje Zarząd. Podstawowymi dokumentami regulującymi działalność zespołu są Statut oraz Regulamin.
- Zarząd Chóru (w składzie)
  - Prezes Zarządu
  - Wiceprezes Zarządu
  - dwóch członków Zarządu
  - dyrygent
- Komisja Rewizyjna
  - przewodniczący
  - dwóch członków

Zarząd oraz Komisja Rewizyjna wybierane są na 2-letnie kadencje.

## Nagrody i wyróżnienia
- Nagroda Prezydenta Miasta Gdańska w Dziedzinie Kultury z okazji osiągniętych sukcesów artystycznych (2002)
- Nagroda Prezydenta Miasta Gdańska w Dziedzinie Kultury z okazji jubileuszu 35-lecia działalności (2006)
- Nagroda Prezydenta Miasta Gdańska w Dziedzinie Kultury z okazji jubileuszu 40-lecia działalności (2012)
- Nagroda Prezydenta Miasta Gdańska w Dziedzinie Kultury z okazji jubileuszu 45-lecia działalności (2017)
- Złoty Medal Uniwersytetu Gdańskiego „Bene merito et merenti” w 45. rocznicę powstania: za szczególne zasługi dla rozwoju uczelni oraz budowanie pozytywnego wizerunku naszej Alma Mater w kraju i za granicą (2017)[3]

Źródło:.